# Garrick Theatre (New York)
Pour les articles homonymes, voir Garrick Theatre (homonymie).
Ne doit pas être confondu avec Garrick Theatre (Londres).
Le Garrick Theatre est un théâtre de 910 places construit en 1890 et qui était situé au 67 West 35th Street à New York. 

## Histoire
Conçu par Francis Hatch Kimball, il a été commandé par Edward Harrigan, qui a également dirigé le théâtre, et s'appelait auparavant Harrigan's Theatre, jusqu'en 1895. Richard Mansfield a succédé à Harrigan, le renommant Garrick Theatre. Charles Frohman en a assumé la direction de 1896 à 1915. The Shubert Organization l'achète en 1916 et le loue à Otto Kahn, qui l'a baptisé Théâtre du Vieux-Colombier, en hommage à un théâtre parisien du même nom. Kahn le céda plus tard au Theatre Guild qui reprit le nom de Garrick Theatre en 1919. The Shubert reprirent la direction en 1925 et le théâtre fut fermé en 1929. Après une courte période de burlesque, le bâtiment fut démoli en 1932.